# 측신
측신(廁神)은 한국 신화에 나오는 변기의 여신이다. 화로의 여신인 조왕신과 같이 더 잘 알려진 가신과 달리 그녀의 숭배는 가신 숭배의 작은 부분을 차지한다.
그녀는 외딴집에 거주하는 것으로 추정된다.:147

## 숭배
측신은 150cm의 머리카락을 가진 젊은 처녀로 보인다고 믿어졌다. 최고신 천지왕과 부엌의 여신 조왕신에 의해 측간으로 유배된 것에 격분한 여신은 자신의 머리카락을 세며 시간을 보낸다고 한다.
여신은 숫자 6을 포함하는 3일 안에 나타난다고 믿었다. 한국인들은 우연히 그녀의 분노를 불러일으키지 않기 위해 이 3일 동안 옥외 변소를 피했다. 그래서 한국인은 음력 6일, 16일, 26일에 신발이나 아이가 구덩이 변기에 빠지면 그녀에게 제사를 지냈다. 돼지가 병에 걸려 죽었을 때, 여신의 분노에 대한 예언이 있을 때, 또는 측간이 지어졌을 때 제사도 그녀를 위해 행해졌다.
측신 제사에서 한국인들은 가능한 모든 재료를 떡 안에 넣었는데, 이 똥떡은 여신에게 바쳐졌다. 멥쌀밥도 여신에게 바쳐졌다.
그녀는 가신 중에서 가장 위험한 존재로 여겨졌다. 그녀는 아이들을 경멸하고 (아마도 녹디생인 아이에 의한 그녀의 몰락 때문일 것이다. 아래 참조) 그들을 구덩이 화장실에 쓰러 뜨리는 것으로 믿어졌다. 아이들이 구덩이에 빠지면 여신을 달래기 위해 제사를 하지 않으면 성인이 되기 전에 죽는다고 믿었다.
누군가가 세 번 기침을 하지 않고 측간에 들어오면 측신은 긴 머리를 이용해 침입자를 공격한다고 믿었다. 측신의 머리카락이 침입자의 살갗에 닿자 침입자는 병들어 죽고 만다. 무당이라도 머리카락으로 사람을 공격하면 여신을 달래지 못한다.
그녀는 외부 천장에 천 조각이나 흰 종이를 구현하는 것으로 믿어졌다.
또한 집신인 성주신의 명을 받아 형벌의 신으로 여겨졌다.
다른 가신에게 바치는 많은 굿이나 본풀이와 달리 측신을 바치는 굿이나 무속적 의식은 없었다. 측신은 다른 가신과 달리 사악하고 악랄한 신으로 여겨졌기 때문이다.
조왕신과 측신의 갈등(문전본풀이 참조)으로 인해 한국에서는 측간에서 부엌으로 물건을 가져가는 것이 금기시 되었고 그 반대의 경우도 마찬가지였다.

## 다른 이름들
- 측간신
- 변소귀신)
- 뒷간귀신)
- 부출각시
- 칙도부인
- 측도부인
- 측신각시
- 치귀
- 정난귀신

## 같이 보기
- 화장실 신
- 돼지화장실
- 조왕신
- 터주신
- 측간
- 가신신앙